# Košare (Czarnogóra)
Košare (cyr. Кошаре) – wieś w Czarnogórze, w gminie Pljevlja. W 2011 roku liczyła 47 mieszkańców.